# Bridget Fonda
Bridget Jane Fonda (* 27. ledna 1964 Los Angeles) je americká herečka.

## Biografie
Narodila se roku 1964 v Los Angeles do rodiny Susan Brewerové a Petera Fondy, který si jako její děd Henry Fonda i teta Jane Fondová zvolil hereckou profesi. Vystudovala herectví na Tischově herecké fakultě v New Yorku. Objevila se například ve filmech Kmotr III (1990), Jackie Brownová (1997), Jednoduchý plán (1998), či Kai a Gerda (2002).